# McFaul (Schiff)
Die McFaul (DDG-74) ist ein Zerstörer der United States Navy und gehört der Arleigh-Burke-Klasse an.

## Geschichte
Die McFaul wurde 1993 bei Ingalls Shipbuilding in Auftrag gegeben und dort 1996 auf Kiel gelegt. Nach einer Bauzeit von fast exakt einem Jahr lief das Schiff vom Stapel. Namenspatron war der Chief Petty Officer Donald L. McFaul, ein SEAL, der am 18. Dezember 1989 in Panama gefallen ist. Für seinen Einsatz erhielt McFaul postum das Navy Cross. Offiziell in Dienst gestellt wurde der Zerstörer im April 1998.
1999 fuhr die McFaul als Teil der Kampfgruppe um die John F. Kennedy im Mittelmeer und Atlantik, 2001 wurde dieselbe Region mit der Enterprise befahren.
Anfang 2004 verlegte die McFaul mit einer Kampfgruppe um die Wasp in den Persischen Golf. Andere Mitglieder der Gruppe waren die Shreveport, Whidbey Island, Leyte Gulf, Yorktown und das U-Boot Connecticut.
Am 22. August 2005 war die McFaul in eine kleinere Kollision mit ihrem Schwesterschiff Winston S. Churchill verwickelt. Vor der Küste von Jacksonville, Florida traf die McFaul die Churchill mit dem Bug. Beide Schiffe wurden nur leicht beschädigt und konnten unter eigenem Antrieb in die Basis zurückkehren.
Im Jahr 2006 war der Zerstörer Teil der Kampfgruppe um die Enterprise, mit der die McFaul sechs Monate am Krieg gegen den Terror teilnahm. Im Spätsommer 2007 nahm das Schiff an der Übung Neptune Warrior teil.
2008 verlegte die McFaul ins Mittelmeer. Am 24. August 2008 erreichte die McFaul mit Hilfsgütern an Bord die georgische Stadt Batumi. Zur Linderung der humanitären Folgen des Kaukasus-Konflikts brachte der Zerstörer 55 Tonnen Güter in die Region. Anfang 2010 lief die McFaul an der Seite der Dwight D. Eisenhower aus. Ziel der Fahrt ist der Nahe Osten, wo die Kampfgruppe die US-Streitkräfte im Irak und die Piratenbekämpfung vor Somalia unterstützt. Im April ergaben sich zehn Piraten der McFaul, nachdem ihr Angriff auf die Rising Sun gescheitert war.
Nach einem Attentat auf das US-Konsulat in Bengasi in Libyen am 12. September 2012, bei dem vier Diplomaten und der zuständige amerikanische Botschafter für Libyen John Christopher Stevens getötet wurden, wurde die McFaul zusammen mit der Laboon, einem weiteren Zerstörer der Arleigh-Burke-Klasse, nach Regierungsangaben ohne konkreten Einsatzbefehl vor die libysche Küste verlegt.